# Nadia Cassini
Nadia Cassini, pseudonimo di Gianna Lou Müller (Woodstock, 2 gennaio 1949 – Reggio Calabria, 18 marzo 2025), è stata un'attrice, showgirl, cantante e modella statunitense, interprete di film della commedia sexy all'italiana tra gli anni settanta e ottanta.

## Biografia

### Gioventù
Nacque durante una tournée dei genitori, ballerini e attori di vaudeville, a Woodstock, nello Stato di New York, il 2 gennaio 1949, da padre statunitense di origini tedesche, Harrison Müller, e da madre statunitense di origini italiane, Patricia Noto: infatti suo nonno materno, Gianni Noto, era siciliano. Lasciata la famiglia in giovane età, si mantenne attraverso diversi lavori, come cantante di night club, ballerina di fila, fotomodella e indossatrice.

### Anni settanta e ottanta

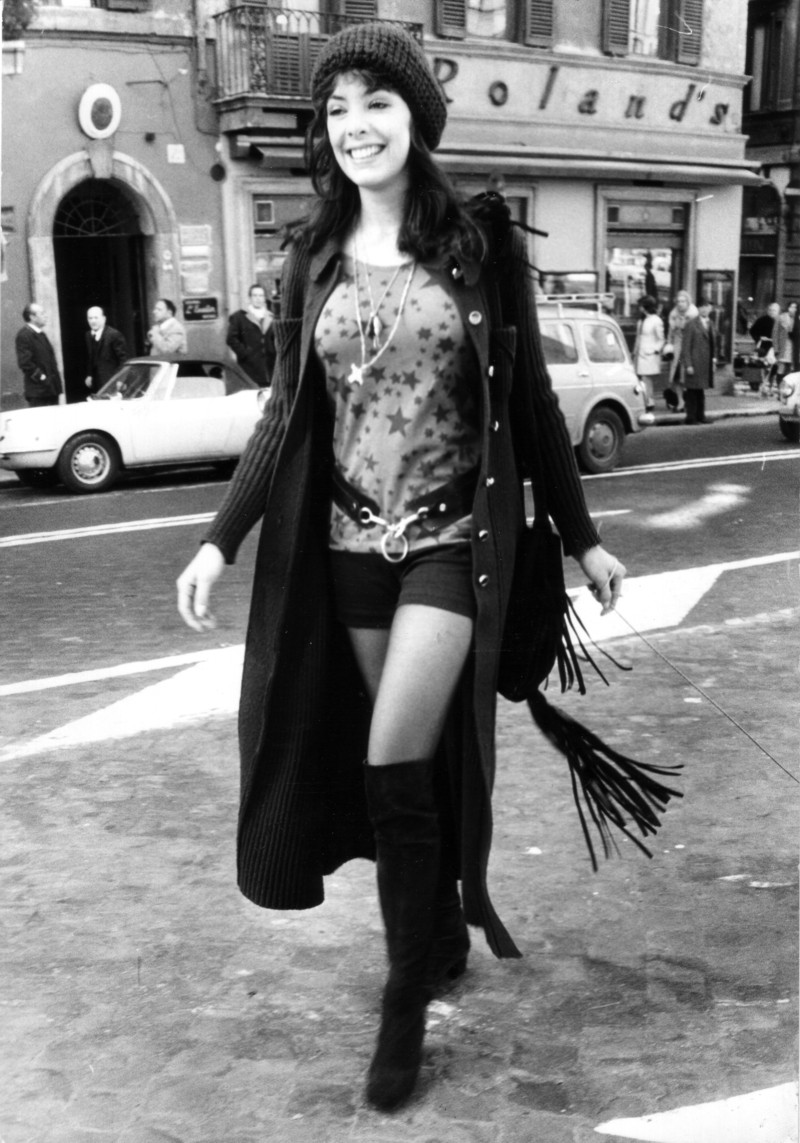
Nadia Cassini a Roma nel 1970

A partire dal 1970 ottenne alcuni piccoli ruoli cinematografici, tra cui uno in Il divorzio di Romolo Guerrieri; nello stesso anno, appena ventunenne, venne scelta dal regista Piero Vivarelli come protagonista del film erotico Il dio serpente, che riscosse un buon successo nelle sale cinematografiche, divenendo poi un film di culto, grazie alla fotografia di Benito Frattari, ma soprattutto alla colonna sonora di Augusto Martelli, il cui brano Djamballà ebbe risonanza internazionale.
Recitò poi nel film Colpiscono senza pietà di Mike Hodges. Nel 1979 ebbe il primo ruolo da protagonista nel filone comico-erotico L'insegnante balla... con tutta la classe, al quale seguirono poi altri dello stesso genere, come L'infermiera nella corsia dei militari, del 1979, e La dottoressa ci sta col colonnello, del 1980. Una sua apparizione televisiva, nella quale, ballando accanto a Lando Buzzanca, l'attrice mostrò il sedere coperto solo da un sottilissimo perizoma, le valse una denuncia per "simulazione di atto sessuale contro natura" da parte di un telespettatore fiorentino, ma la querela ebbe però breve seguito in tribunale, perché fu rigettata in prima istanza. Pur non avendo interpretato molti film – di cui qualcuno con scene di nudo integrale come Il dio serpente, che rimane la sua interpretazione più importante – Nadia Cassini fu una delle protagoniste dell'immaginario erotico degli italiani a cavallo fra gli anni settanta e ottanta.

Gli Alluminogeni con Nadia Cassini; foto sul set del film Quando gli uomini armarono la clava e... con le donne fecero din-don (1971) di Bruno Corbucci

Famosa per il carattere irascibile, fu per un breve periodo anche un personaggio televisivo (partecipò a Premiatissima nel 1983 con Amanda Lear, a Drive In nel 1984 e a Risatissima nel 1985), ma una serie di motivi, tra i quali soprattutto la difficoltà a esprimersi bene in italiano (nei film veniva quasi sempre doppiata), bloccò di fatto la sua carriera, impedendole di raggiungere il pieno successo nel lungo periodo. Al pari di altre celebrità dello spettacolo dell'epoca, incise alcuni dischi, interessanti solo dal punto di vista collezionistico, tra i quali conobbe una certa notorietà con il 45 giri il cui brano sul lato B, dall'ammiccante titolo A chi la do stasera è una languida ballata sussurrata ed accompagnata da un assolo di sax. Apparve più volte nelle riviste Playboy, Playmen, Blitz e Guida TV.

### Ritiro dalle scene
Dopo il ritiro dalle scene italiane negli anni ottanta, Nadia lavorò dapprima presso la televisione francese per poi ritornare negli Stati Uniti nel 1987 per motivi personali. Alla fine del decennio, sparì definitivamente dalla ribalta. Ciò fu dovuto in parte alla rottura del contratto con Fininvest, e in parte a un intervento di chirurgia plastica al naso con esito devastante subìto a fine anni novanta che comportò ustioni di terzo grado su tutto il viso e l'amputazione di parte del padiglione auricolare destro.
Sempre più in crisi professionale, oltre che affettiva, iniziò ad abusare di droga e alcol. Riuscì comunque a disintossicarsi nel 2009, grazie al sostegno delle amiche e della figlia, che la fecero ricoverare in una clinica specializzata negli Stati Uniti. Nel gennaio dello stesso anno dovette fronteggiare anche un grave incidente d'auto. L'automobile su cui viaggiava finì fuori strada e lei riportò gravi fratture.
Una delle ultime apparizioni televisive fu sempre nel 2009 a La vita in diretta, condotto da Lamberto Sposini;  mentre nel 2010 fu ospite nel talk show demenziale di Rai Extra Una poltrona per due, condotto da Ludovica Cedrati.

### Morte
Morì il 18 marzo 2025 a Reggio Calabria, all'età di 76 anni, per un cancro ai polmoni che si era diffuso al fegato. Dopo tre giorni si svolsero i funerali nella cappella di famiglia del marito, Giuseppe Surfaro, a Melito di Porto Salvo, in provincia di Reggio Calabria. Il 29 marzo 2025 la figlia Kassandra, che vive a Los Angeles, a Verissimo ricorderà la mamma parlando della sua malattia.

## Vita privata
Nel 1968 sposò il conte statunitense di origini italiane e russe Igor Cassini Loiewski, noto come giornalista con lo pseudonimo di Cholly Knickerbocker e fratello dello stilista Oleg. Nel 1971 divorziò da Loiewski, lasciò gli Stati Uniti e si trasferì prima in Grecia poi a Londra con l'attore greco Yorgo Voyagis, dal quale ebbe una figlia e con cui si sposò. Nel 1988, avanti il tribunale di Milano, assistita dall'avvocato Mario Marzorati, si separò e affidò la figlia Kassandra al padre.
Dal 2003 viveva stabilmente a Melito di Porto Salvo, in provincia di Reggio Calabria, dove risiedeva insieme al mercante d'arte Giuseppe Surfaro, sposato il 2 gennaio del 2018.

## Filmografia

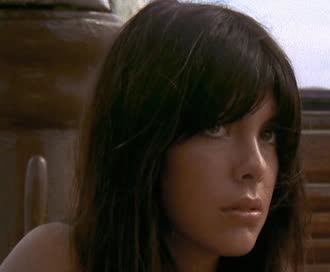
Nadia Cassini in Il dio serpente (1970) di Piero Vivarelli

Enzo Cannavale e Nadia Cassini in Tutta da scoprire (1981) di Giuliano Carnimeo

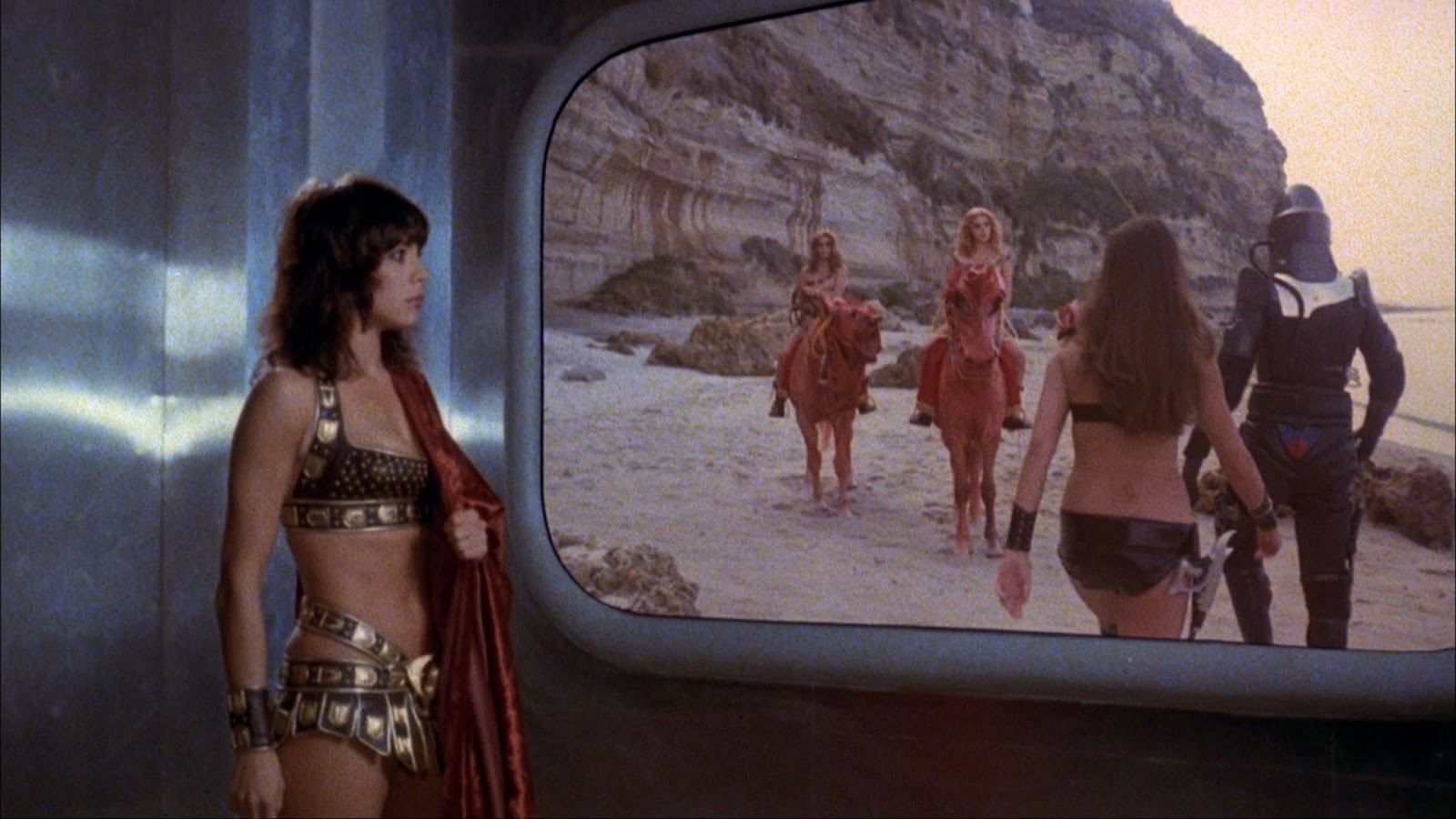
Nadia Cassini in Scontri stellari oltre la terza dimensione (1978) di Luigi Cozzi (come Lewis Coates)

Nadia Cassini con Lino Banfi in L'infermiera nella corsia dei militari (1979) di Mariano Laurenti

Nadia Cassini con Lino Banfi in La dottoressa ci sta col colonnello (1980) di Michele Massimo Tarantini

Nadia Cassini in L'assistente sociale tutto pepe... (1981) di Nando Cicero

Nadia Cassini con Gianni Ciardo in Giovani, belle... probabilmente ricche (1982) di Michele Massimo Tarantini

### Cinema
- Il divorzio, regia di Romolo Guerrieri (1970)
- Il dio serpente, regia di Piero Vivarelli (1970)
- Mazzabubù... Quante corna stanno quaggiù?, regia di Mariano Laurenti (1971)
- Quando gli uomini armarono la clava e... con le donne fecero din-don, regia di Bruno Corbucci (1971)
- Colpiscono senza pietà (Pulp), regia di Mike Hodges (1972)
- Ecco lingua d'argento, regia di Mauro Ivaldi (1976)
- L'armadio di Troia, episodio di Spogliamoci così senza pudor..., regia di Sergio Martino (1976)
- Secondo episodio di Io tigro, tu tigri, egli tigra, regia di Giorgio Capitani (1978)
- Scontri stellari oltre la terza dimensione, regia di Luigi Cozzi (1978)
- L'insegnante balla... con tutta la classe, regia di Giuliano Carnimeo (1979)
- Io zombo, tu zombi, lei zomba, regia di Nello Rossati (1979)
- L'infermiera nella corsia dei militari, regia di Mariano Laurenti (1979)
- La dottoressa ci sta col colonnello, regia di Michele Massimo Tarantini (1980)
- Miracoloni, regia di Francesco Massaro (1981)
- Tutta da scoprire, regia di Giuliano Carnimeo (1981)
- L'assistente sociale tutto pepe..., regia di Nando Cicero (1981)
- Giovani, belle... probabilmente ricche, regia di Michele Massimo Tarantini (1982)

### Televisione
- Il superspia, regia di Eros Macchi – miniserie TV (1977)
- Settimo anno – miniserie TV (1978)
- Les beaux quartiers – film TV (1983)

## Programmi televisivi
- Quantunque io (Rete 2, 1977)
- Sim Salabim Capodanno (Rete 2, 1978)
- Io te tu io (Rete 2, 1978)
- Ci vediamo stasera (Rete 1, 1979)
- Studio '80 (Rete 1, 1980)
- Ridiamoci sopra (Canale 5, 1982)
- Zim Zum Zam (Rai 1, 1983)
- Premiatissima (Canale 5, 1983)
- Drive In (Italia 1, 1984)
- Risatissima (Canale 5, 1985)

## Doppiatrici italiane
- Germana Dominici in Colpiscono senza pietà
- Ludovica Modugno in Il dio serpente
- Flaminia Jandolo in Ecco lingua d'argento
- Maria Pia Di Meo in Scontri stellari oltre la terza dimensione
- Mirella Pace in L'insegnante balla... con tutta la classe
- Serena Verdirosi in L'infermiera nella corsia dei militari

## Discografia

### Album
- 1978 – Encounters Of A Loving Kind (CGD, CGD 20092)
- 1983 – Get Ready (RCA Italiana, PL 31725)
- 1985 – Dreams (Five Record, FM 13540)

### Singoli
- 1977 – Giorno per giorno/Passaporto per la follia (CGD, 7")
- 1978 – Encounters/Honey (CGD, 7")
- 1982 – Tu sei l'unico amore (Ricordi, 7")
- 1982 – Quando (mi sto innamorando)/A chi la do stasera (Ricordi, 7")
- 1983 – Get Ready/Too Late (RCA, 7")
- 1983 – I Like Boys/Obsessed (Memo Records, 12")
- 1984 – Bum bum cantiamo/Più forte (Five Record, 7")